# Мергоцо (езеро)
Мергоцо (на италиански: Lago di Mergozzo) е езеро в провинция Вербано-Кузио-Осола на регион Пиемонт, северозападна Италия.
Разположено е на 195 m надморска височина в подножието на Алпите, на няколко километра от езерото Лаго Маджоре, към което се оттича през изкуствен канал. В него се вливат няколко малки реки, като площта на водосборния му басейн е 10,4 km², а площта на самото езеро е 1,81 km².